# 遠藤嘉信
遠藤 嘉信（えんどう よしのぶ、1959年12月14日 - 2007年6月23日）は、日本の牧師、説教家、神学校教師、Ph.D.。
牧師として日本各地で講演に招かれた。また説教集が複数出版されている。ヘブル語(ヘブライ語)文法研究の研究者としても知られていた。
父は古河教会の元牧師、遠藤増雄。実弟は聖書学者の遠藤勝信。

## 略歴
静岡県生まれ。獨協大学、聖書宣教会聖書神学舎、ゴードン・コンウェル神学校、セント・ポール・アンド・セント・メアリー大学大学院、ブリストル大学を卒業。日本同盟基督教団和泉福音教会牧師、聖書宣教会教師を務めた。
2007年6月23日午後9時5分筋萎縮性側索硬化症にて死去。

## 著書
- The Verbal System of Classical Hebrew in the Joseph Story: an Approach from Discourse Analysis (Studia Semitica Neerlandica 32;Van Gorcum, 1996)
- 『バイブルプロミス366』（共著、CS成長センター） 2000年
- 『主の御顔を避けて - ヨナ書に示された神の「永遠の愛」』（いのちのことば社） 2001年
- 『ヨセフの見た夢 − 神の摂理に生きるとは』（いのちのことば社） 2003年
- 『さあ、天を見上げなさい − 神の恩寵とアブラハムの信仰』（いのちのことば社） 2005年
- 『私を祝福してくださらなければ − 荒削りの信仰者ヤコブの生涯』（いのちのことば社） 2006年
- 『もしかすると、この時のため − 際に立つエステルとその勇気』（いのちのことば社） 2007年
- 『初めに、神が − 創造を貫き、堕落を凌ぐ神の愛』（いのちのことば社） 2007年
- 『祭壇の火は燃え続けさせよ - レビ記に見る神の聖さ』（いのちのことば社） 2008年